# 三建乡
三建乡是中国重庆市丰都县下辖的一个乡。

## 行政区划
三建乡辖8个行政村。
- 村：渔泉子村、红旗寨村、绿春坝村、廖家坝村、夜力坪村、石龙门村、蔡森坝村、双鹰坝村